# Greg Gawra
Greg Gawra (né à Nilvange en 1954) est un peintre mosellan de fresques.

## Réalisations
- Fresque la plus longue d'Europe peinte en mémoire des mineurs de fer de la cité aux 4 mines à Algrange. Elle fut inaugurée le jour de la fête de la Sainte Barbe (patronne des artificiers et des mineurs) le 2 décembre 1989 et restaurée à l'été 2010 et inaugurée en décembre 2010

- Fresque "Plache d'ech grand molyn" sur le "ch'quemin d'el fresque" à Harnes dans le Pas-de-Calais (62) 50° 26′ 54,3″ N, 2° 54′ 45,3″ E.Cette fresque illustre un mariage un jour de fête au village.